# Джеремі Гант
Джеремі Гант (англ. Jeremy Hunt; нар. 1 листопада 1966, Лондон, Англія) — британський політик-консерватор. Обіймав посади міністра охорони здоров'я з 2012 до 2018 року, міністра закордонних справ з 2018 до 2019 року та канцлера скарбниці з 2022 до 2024 року.

## Життєпис
Походить із заможної родини, його батько був високопоставленим офіцером у Королівському флоті. Гант із відзнакою закінчив Оксфордський університет, де вивчав філософію, політологію та економіку (у 1987 році він став главою Консервативної асоціації Оксфорда). Почав свою кар'єру консультантом з управління, але незабаром вирушив до Японії, де працював учителем англійської мови. Водночас він освоїв японську мову, якою вільно володіє. Після повернення додому працював в індустрії зв'язків із громадськістю, а пізніше став співвласником компанії.

## Політична кар'єра
На виборах 2005 року вперше обраний членом Палати громад, того ж року Гант приєднався до тіньового уряду як міністр із питань інвалідів. У 2007 році він був призначений тіньовим міністром культури, засобів масової інформації та спорту.
З 2010 до 2012 був міністром у справах культури, засобів масової інформації, спорту та Олімпійських ігор, з 2012 був міністром охорони здоров'я в уряді Девіда Камерона, у 2016 році зберіг свою посаду також в уряді Терези Мей.
9 липня 2018 року до 24 липня 2019 — міністр закордонних справ Великої Британії.
Після звільнення Квасі Квартенґа на тлі економічної та політичної кризи призначений канцлером скарбниці.